# Nyírtass
Nyírtass is een plaats (község) en gemeente in het Hongaarse comitaat Szabolcs-Szatmár-Bereg. Nyírtass telt 2183 inwoners (2001).